# Axel Blomgren
Axel Sigfrid Blomgren, född 3 augusti 1879 i Hudiksvall, Gävleborgs län, död 9 mars 1953 i Lerums församling, Älvsborgs län, var en svensk sjökapten och lärare.
Axel Blomgren var son till fabrikören Axel Blomgren. Han gick till sjöss 1896 och efter avlagda sjökaptens- och navigationsskolföreståndarexamina och befälspraktik till sjöss, bland annat i tre år i Kongostatens tjänst, blev han 1912 lärare vid Navigationsskolan i Göteborg. 1926 blev Blomgren föreståndare för Navigationsskolan i Härnösand, lektor där 1931 och senare samma år rektor för Navigationsskolan i Göteborg. Blomgren var 1912-1926 medarbetare i Nautisk tidskrift och redigerade från 1916 Nautisk årsbok. Blomgren utgav läroböcker i sjömanskap, nautisk meteorologi, maskinlära, radiopejling, navigation och tillsammans med B. Nilsson en engelsk-svensk och svensk-engelsk ordbok.